# Вікторія (Гамбург)
«Вікто́рія» (нім. «SC Victoria Hamburg») — німецький футбольний клуб з Гамбурга. Заснований 5 травня 1895 року. «Вікторія» — один із засновників Німецького футбольного союзу. Найбільше досягнення клубу — вихід в півфінал чемпіонату Німеччини в 1907 році.